# Indofidžijci
Indofidžijci jsou etnická skupina obyvatel Fidži, potomci indických přistěhovalců.

## Historie
Indofidžijci jsou potomci indických smluvních dělníků, které v 19. století dováželi Britové na fidžijské třtinové plantáže především z oblastí Gudžarátu a Pandžábu. Po skončení pracovního kontraktu většina indických dělníků na Fidži zůstala. 
Vzhledem na nemožnosti nákupu zemědělské půdy na Fidži se Indofidžijci orientovali na provozování zemědělství na pronajaté půdě, námezdní práci, provozování obchodu a služeb.

## Současnost
V průběhu 2. poloviny 20. století počet Indofidžijců převýšil počet původního obyvatelstva, čehož chtěli využít k politickým změnám v zemi. Odpor Fidžijců způsobil sociální a politické nepokoje, které vyvrcholily od roku 1987 několika civilními a vojenskými převraty. Důsledkem byla velká emigrace indofidžijského obyvatelstva, původní obyvatelstvo nyní na Fidži početně převažuje. Podle sčítání v roce 2007 žilo na Fidži 311 591 Indofidžijců (tj. 38 % z celkového počtu obyvatel).
Většina Indifidžijců žije ve fidžijských městech, na západě největšího ostrova Viti Levu a na severu ostrova Vanua Levu.

## Jazyk
Indofidžijci hovoří zvláštním hindským dialektem – fidžijskou hindštinou.

## Kultura
Indofidžijské kulturní a náboženské tradice zpestřují kulturu Fidži. Se sociálními tradicemi jsou však také překážkou pro společný život s domorodými Fidžijci. Obě komunity žijí víceméně uzavřeně a odděleně.  

### Kulturní tradice
Kultura Indofidžijců vychází z kořenů původních tradic, importovaných z jejich někdejší indické vlasti.

### Náboženství
Většina Indofidžijců vyznává hinduismus nebo islám. Z hinduistů se většina hlásí k sanatanské sektě (74,3 % hinduistů), k hnutí Arya Samaj (3,7 %) a dalším hinduistickým směrům (např. Kabir Panthi, Sai Baba).
Muslimové se většinou hlásí k sunnitům (59,7 %), dále k šítům (36,7 %) a dále k menšinovým ahmadijům (3,6 %), kteří jsou považováni většinou ortodoxních muslimů za kacíře.
K sikhismu se hlásí 0,9 % indofidžijské populace. Jejich předci přišli z indického Paňdžábu.
Ve městě Nadi stojí největší poutní hinduistická svatyně na jižní polokouli. Na Fidži je i řada mešit.